# Scotoleon nigrilabris
Scotoleon nigrilabris är en insektsart som först beskrevs av Hagen 1888.  Scotoleon nigrilabris ingår i släktet Scotoleon och familjen myrlejonsländor. Inga underarter finns listade i Catalogue of Life.